# NHK中標津ラジオ中継局
NHK中標津ラジオ中継局（エヌエイチケイなかしべつラジオちゅうけいきょく）は、北海道中標津町にある中波放送中継局である。

## 概要
- 当中継局はNHK釧路放送局のみを置く。なお、FM放送については中標津中継局を参照のこと。

## 中継局概要

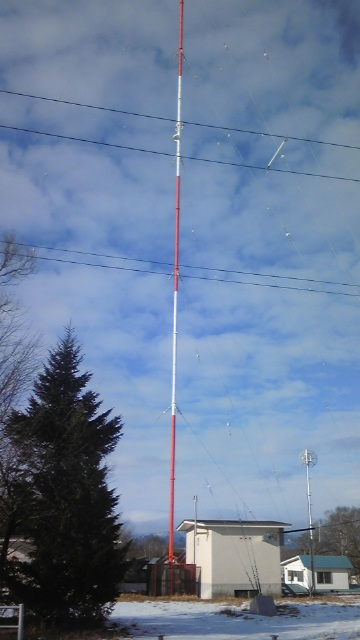
NHK中標津ラジオ中継局

| 周波数  | 放送局名    | 呼出符号 | 空中線電力 | 放送対象地域 | 放送区域 内世帯数 | 運用開始日      |
| ------- | ----------- | -------- | ---------- | ------------ | ----------------- | --------------- |
| 1341kHz | NHK 釧路第1 | なし     | 100W       | 釧根圏       | -                 | 1961年 12月28日 |
| 1539kHz | NHK 釧路第2 | なし     | 100W       | 全国         | -                 | 1962年 6月1日   |

## 放送エリア
- 中標津町・標津町全域および弟子屈町・標茶町・別海町の一部。ただし、夜間は中国の放送局の電波との混信が激しく、中標津町市街地と周辺郊外以外では良好に聴取できない。また、出力の関係からなのか、中標津町市街地の郊外でも時折、混信が発生することがある。
- HBCラジオ、STVラジオについては、昼間は根室ラジオ中継局で、夜間は江別ラジオ放送所か釧路テレビ・ラジオ放送所でカバーする。ただし、HBCラジオ釧路局の電波については、同じ周波数の静岡放送との混信が激しく、良好に聴取できない。